# Сан-Рафаэл
Сан-Рафаэл (порт. São Rafael) — муниципалитет в Бразилии, входит в штат Риу-Гранди-ду-Норти. Составная часть мезорегиона Запад штата Риу-Гранди-ду-Норти. Входит в экономико-статистический микрорегион Вали-ду-Асу. Население составляет 8466 человек на 2006 год. Занимает площадь 469,096 км². Плотность населения — 18,0 чел./км².

## История
Основан 23 декабря 1948 года.

## Статистика
- Валовой внутренний продукт на 2003 год составляет 16 218 719,00 реалов (данные: Бразильский институт географии и статистики).
- Валовой внутренний продукт на душу населения на 2003 год составляет 1943,76 реалов (данные: Бразильский институт географии и статистики).
- Индекс развития человеческого потенциала на 2000 год составляет 0,638 (данные: Программа развития ООН).